# كيم هيون
كيم هيون (3 مايو 1993 بكوريا الجنوبية - ) هو لاعب كرة قدم كوري جنوبي في مركز الهجوم. شارك مع منتخب كوريا الجنوبية تحت 20 سنة لكرة القدم. أما مع النوادي، فقد لعب مع جونبك هيونداي موتورز وجيجو يونايتد ونادي سونغنام.

## وصلات خارجية
- كيم هيون على موقع رابطة كرة القدم اليابانية للمحترفين (اليابانية)
- كيم هيون على موقع دوري كوريا الجنوبية (الإنجليزية)
- كيم هيون على موقع قاعدة بيانات كرة القدم.إي يو (الإنجليزية)